# Chōchin-Kabuto
Der Chōchin-Kabuto (jap. 提灯兜, „Laternenhelm“) ist eine Schutzwaffe und ein Helm aus Japan.

## Beschreibung
Der Chōchin-Kabuto besteht in der Regel aus Stahl. Die Formen und Gestaltungsarten dieses Helmes variieren. Dieser Typ des Kabuto hat die Besonderheit, dass er zusammengeklappt oder -gefaltet werden konnte. Die Panzerringe sind durch Seidenbänder miteinander beweglich verbunden. Die jeweiligen Ringe werden von oben zum unteren Helmrand hin größer, so dass jeder Ring in den anderen passt. So ist es möglich, den Helm zum Transport zusammenzulegen, um Platz im Marschgepäck zu sparen. Die Helme sind manchmal mit einer Art Gardine aus Stoff, Kettenrüstung oder einer Art Brigantine ausgestattet, die etwa bis auf die Schulter reicht. Die Außenseite der Helme wird meist in verschiedenen Farben lackiert. Als Vorbild dienten die japanischen Laternen (Chōchin).

## Galerie

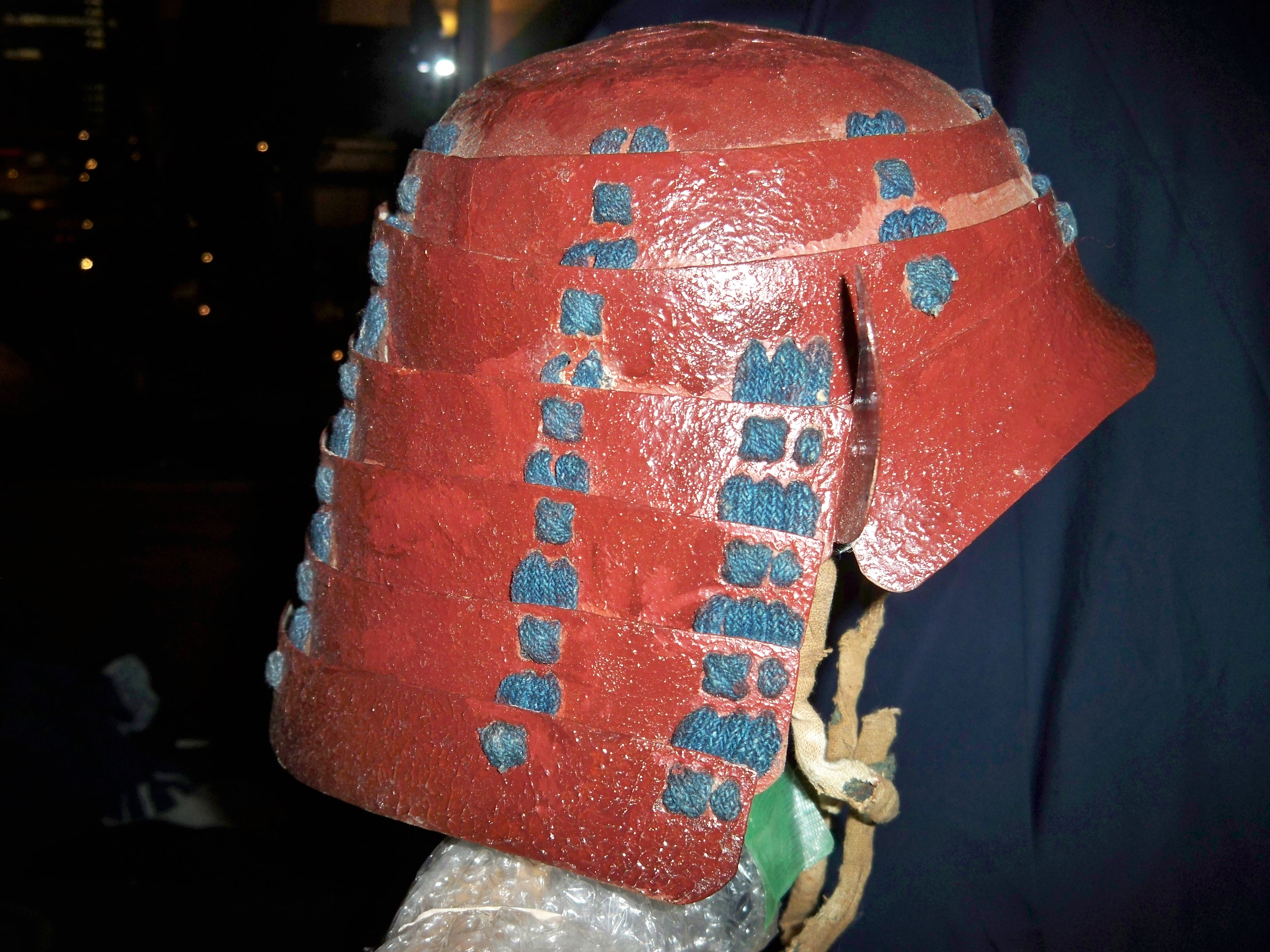
Chochin-Kabuto
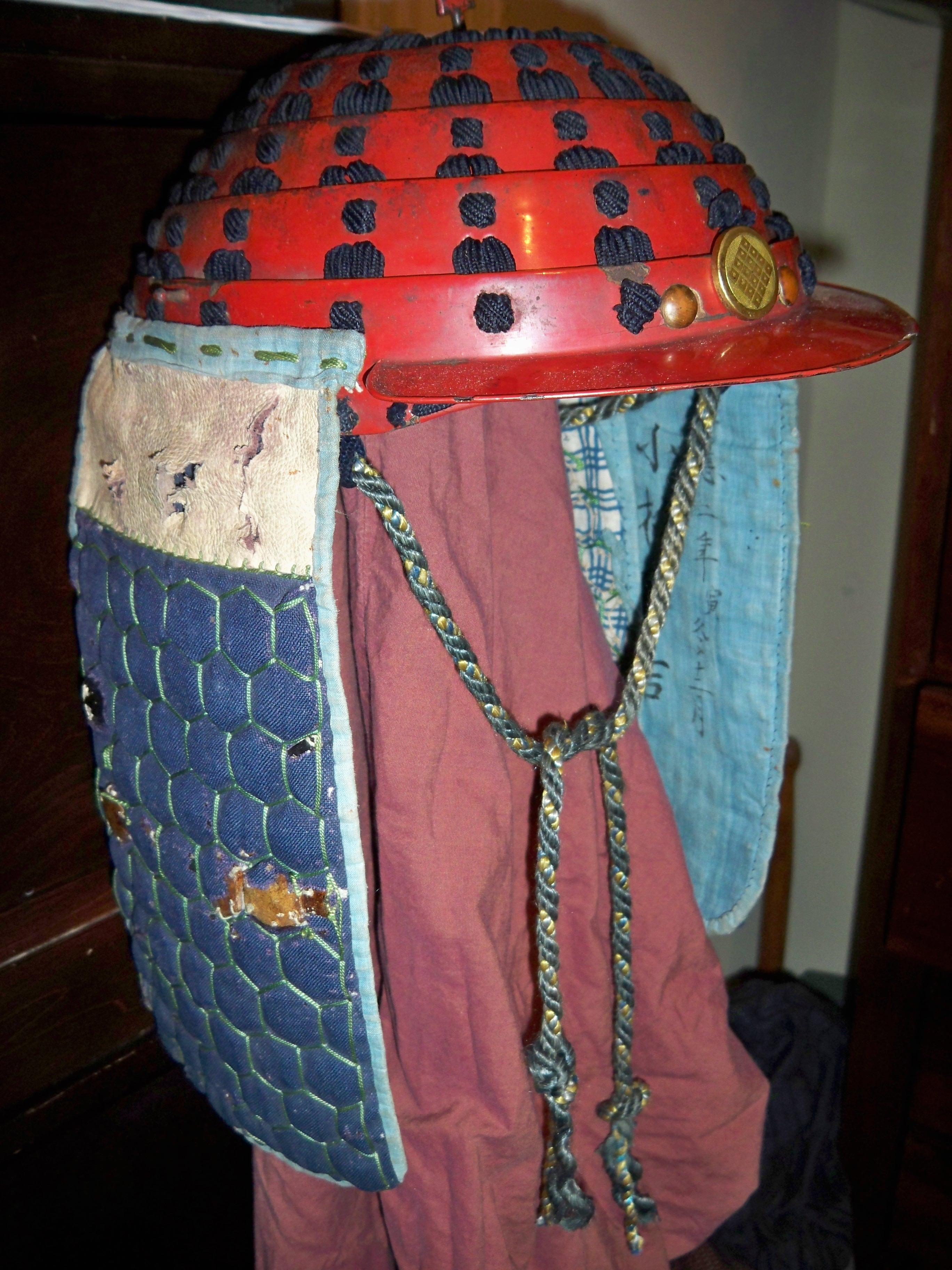
Chochin-Kabuto
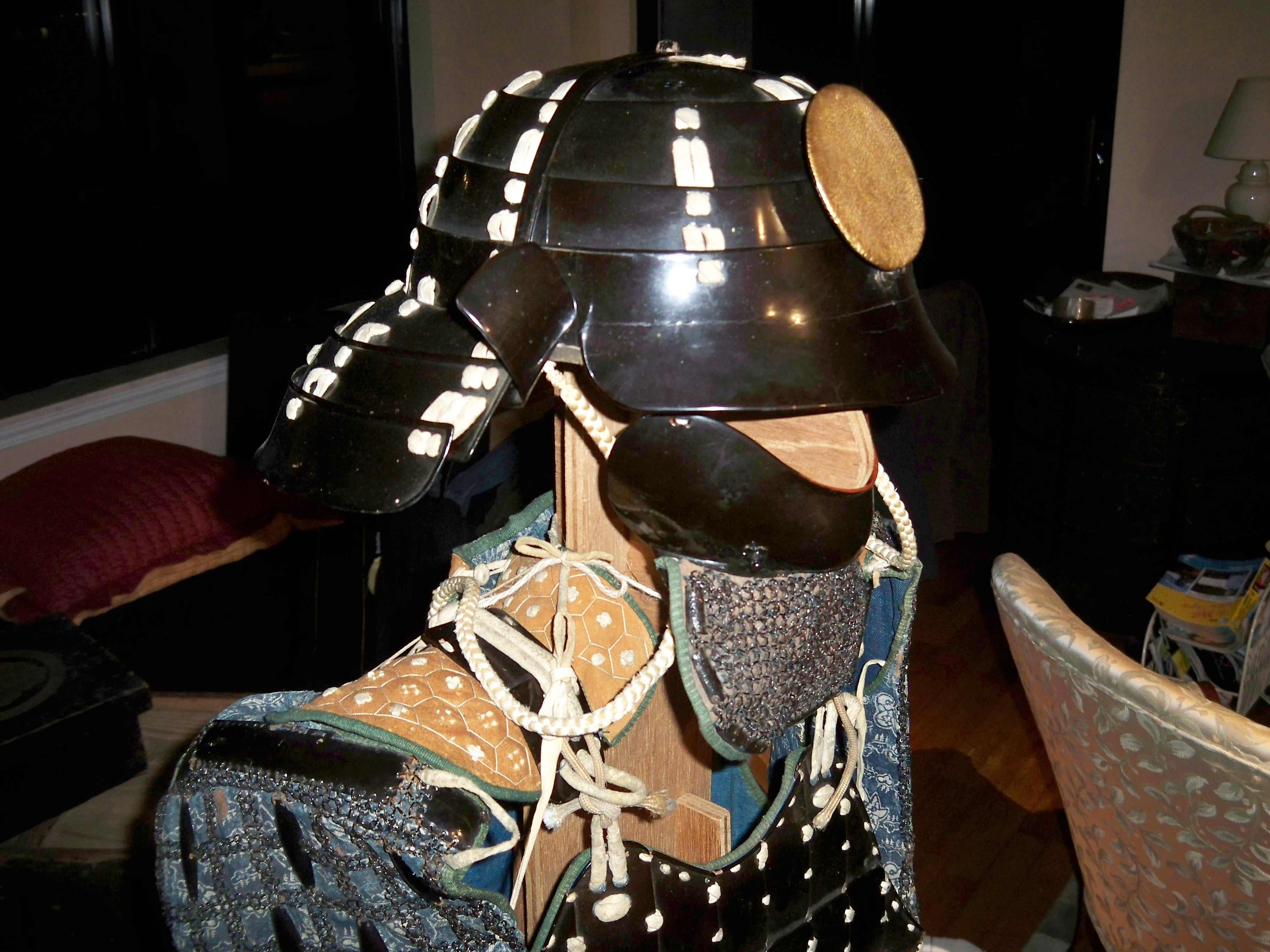
Chochin-Kabuto mit Maidate
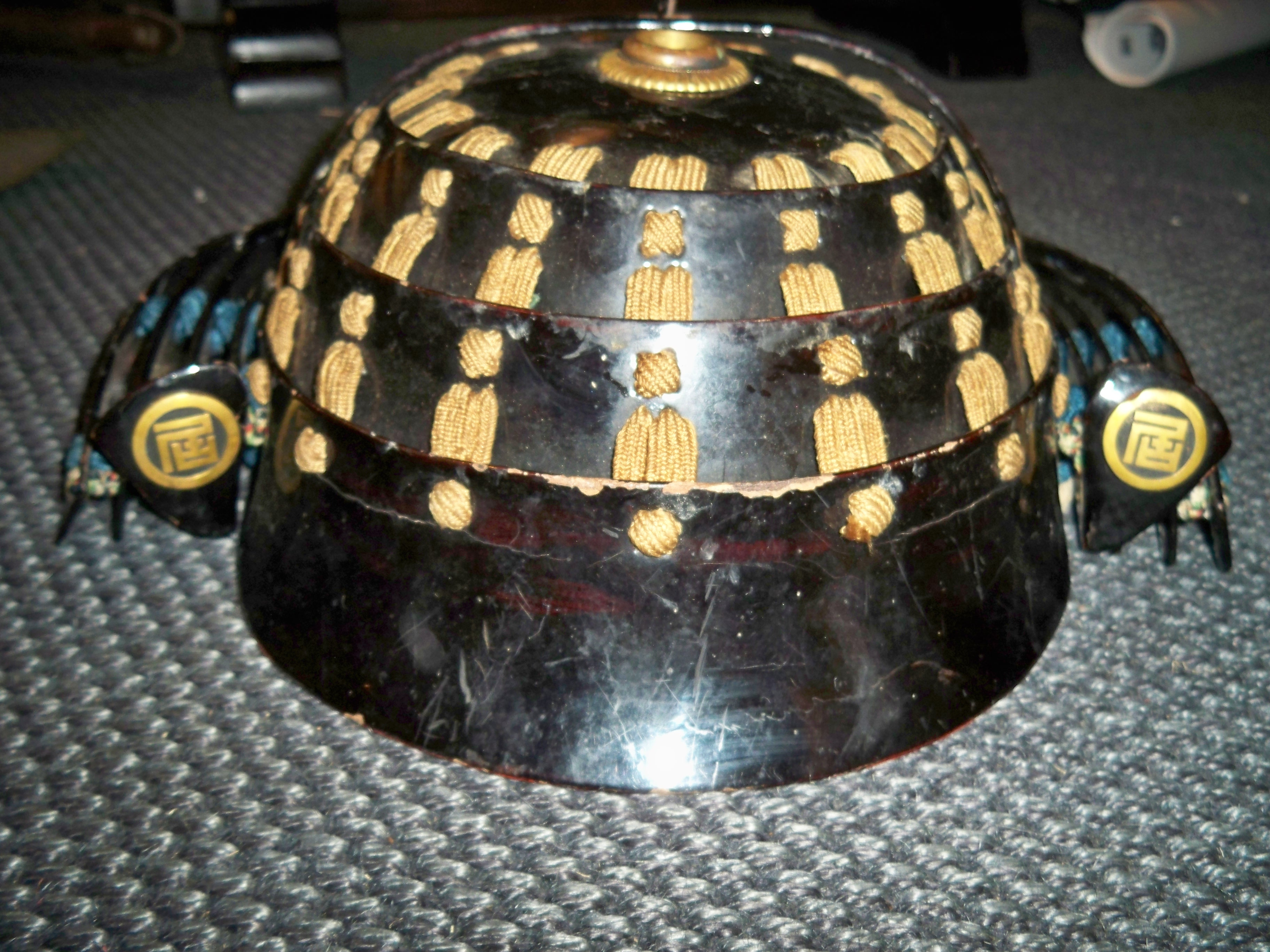
Chochin-Kabuto